# Svart havsabborre
Svart havsabborre (Centropristis striata) är en saltvattensfisk i familjen havsabborrfiskar som finns i västra Atlanten. 

## Utseende
En kraftigt byggd fisk med en kropp som är ungefär 3 gånger så lång som den är bred, kraftigt huvud och en stor mun med underbett. Ryggfenan är sammanhängande, och tydligt större hos hanen än hos honan. Ögonen sitter högt upp på huvudet. De långa bröstfenorna är rundade, liksom analfenan och, hos ungfiskar, även stjärtfenan. På den sistnämnda växer det hos äldre fiskar ut en fenstråle, som hänger som ett bihang efter den egentliga fenan. Kroppen är täckt av stora fjäll utom huvudet, som är naket. Under parningstiden utvecklar könsmogna hanar en fettpuckel i nacken framför ryggfenan. Färgen varierar från grått, mörkbrunt till blåsvart, med något ljusare undersida. Längs sidorna har den flera ljusa längsband sammansatta av ljusblå till vita prickar, en i mitten på varje fjäll. Dessutom kan den ha spräckliga mönster eller omväxlande mörka och ljusa tvärband på sidorna. Hanens lekdräkt har lysande blå och gröna fält kring ögonen och nacken. Ungfiskarnas teckning har fyra olika faser: helt ljusgrå med små, mörka fläckar, mörk med vita fläckar, tvärrandig med ett mörkt längdband och bandad med 6 tvärband. Som mest kan arten bli 66 cm lång och väga 4,3 kg, men är oftast mindre.

## Vanor
Den svarta havsabborren lever vid rev och konstruktioner som skeppsvrak och liknande på kontinentalhyllan, från grunda, kustnära vatten till djup på 130 m. Det är inte ovanligt att den kan bilda tillfälliga, större samlingar kring olika föremål på havsbottnen. Ryggfenan är normalt nerfälld mot ryggen, och reses endast som en aggressionssignal.
Den norra delen av populationen vandrar under hösten, när vattentemperaturen sjunker under 14 ºC, till varmare vatten, dels söderut, dels utåt till djupare vatten. Under våren, när vattentemperaturen stiger över 7 ºC, vandrar den tillbaka igen. Den södra delen av populationen gör inga större vandringar, men kan dra sig längre från kusten under stränga vintrar.

### Föda
Arten tar födan vid bottnen. Sommartid består de vuxna fiskarnas föda av olika ryggradslösa djur, främst kräftdjur som unga humrar, bläckfisk och småfisk. Födan vintertid är sämre känd, men man antar att den domineras av tagghudingar, blötdjur och havsborstmaskar. Larverna antas leva av djurplankton; när de blr äldre övergår de till att leva av bottendjur som de fångar under dagen med synens hjälp, som gråsuggor, märlkräftor, räkor och kantnålsfiskar.

### Fortplantning
Den svarta havsabborren är hermafrodit med könsväxling; den fungerar först som hona, för att senare, vid en längd mellan 24 och 34 cm, byta kön och bli hane. Den blir könsmogen vid omkring 1 års ålder (8 till 17 cm) i norra delen av utbredningsområdet; tidigare längre söderut. Leken äger främst rum ute till havs vid ett djup mellan 20 och 50 m. I norra delen av utbredningsområdet sker leken vanligtvis mellan maj och augusti, men kan utsträckas ända till november. Äggen, som är pelagiska, kläcks efter omkring 75 timmar vid 16 ºC.

## Utbredning
Utbredningsområdet omfattar västra Atlanten från Kanada till nordöstra Florida och östra Mexikanska golfen. Kalla vintrar kan den även förekomma vid sydligaste Florida. Man brukar dela in arten i 3 populationsgrupper; den norra (norr om Kap Hatteras vid North Carolinas kust), den södra samt populationen i Mexikanska golfen. Den sistnämnda betraktas av vissa forskare som en egen underart, Centropristis striata melanus.

## Ekonomisk användning
Den svarta havsabborren är eftertraktad både av sportfiskare och kommersiella fiskare, något som har lett till överfiske. Den saluförs vanligen färsk.